# Janusz Hajnos
Janusz Hajnos (Nowy Targ, 1968. augusztus 27. – 2019. augusztus 29.) válogatott lengyel jégkorongozó, olimpikon.

## Pályafutása
1987 és 1996 között a Podhale Nowy Targ, 1996–97-ben a GKS Katowice játékosa volt. 2000 és 1997 között ismét a Podhale csapatában szerepelt, de 1997-ben kölcsönben a KTH Krynica együttesében játszott. 2000 és 2003 között ismét a Katowice, 2003 és 2006 között újra a Podhale, 2006-ban a KTH Krynica, 2006–07-ben a Katowice jégkorongozója volt.
72 alkalommal szerepelt a lengyel válogatottban és 24 gólt szerzett. Tagja volt 1992-es albertville-i olimpián részt vevő csapatnak.

## Sikerei, díjai
- Lengyel bajnokság (Mistrzostwa Polski)
  - bajnok (5): 1986–87, 1992–93, 1993–94, 1994–95, 1995–96
  - 2. (7): 1989–90, 1997–98, 1999–00, 2000–01, 2001–02, 2002–03, 2003–04,
  - 3. (6): 1988–89, 1990–91, 1991–92, 1996–97, 1998–99, 2005–06
- Lengyel kupa (Puchar Polski)
  - győztes: 2003, 2004
  - döntős: 2005